# Cagnulari
Il Cagnulari o Cagniulari è un vitigno a bacca nera originario della Sardegna.

## Storia e zona di produzione
L'origine del vitigno è ancora incerta. Alcuni esperti affermano che sia stato introdotto dai francesi nell'Ottocento, ma è più probabile, invece, che si sia diffuso in Sardegna e soprattutto nel sassarese durante la dominazione spagnola.
Nel corso degli ultimi decenni, dopo la scomparsa quasi totale della viticoltura nell'agro di Sassari, il Cagnulari viene coltivato soprattutto nei terreni di Usini, con interessanti realtà dedicate a questo vitigno anche nei comuni di Ossi, Tissi, Uri, Ittiri, Sorso, Torralba ed Alghero.
Non si può escludere a priori di possibili coltivazioni anche in altre zone della Sardegna. Si ha notizia (da verificare) che esiste qualche pianta nella zona di Selargius, ove viene impropriamente chiamato «Barbera».
Anche ad Atzara, nel nuorese, dovrebbe trovarsi qualche vigneto. In Gallura è conosciuto come Caldareddu.
Altri sinonimi sono: Cagnovali, Cagnulari Sardo, Cagnolari Nero, Cagnonale, Cagliunari. Un altro sinonimo potrebbe essere Cagnolaro, nome presente in una pubblicazione della Regione Sardegna ("Elenco alfabetico dei nomi dei vitigni e loro sinonimi") in cui il Cagnulari (o Cagnolaro) viene associato al Bove Duro di Spagna ed al Bove Duro.

## Caratteristiche
- La vite: di buona vigoria, richiede sistemi di allevamento a media espansione, con potatura corta tipo alberello latino. La produzione è abbondante e costante. Ha una discreta resistenza alle malattie crittogamiche. Soffre, invece, in particolari annate, l'eccessiva esposizione dei raggi solari e le temperature elevate (sopra i 40 °C), con conseguente disseccamento del rachide. Anche una piovosità al di fuori del normale nel periodo estivo causa notevoli danni al grappolo, specialmente in siti particolarmente vigorosi, ove il rigonfiamento eccessivo degli acini porta ad una spaccatura interna degli stessi, provocando spesso del marciume acido che rende inutilizzabile gran parte della produzione. Nelle annate “normali”, per fortuna nella maggior parte dei casi, il grappolo matura perfettamente, dando al viticoltore un'uva particolarmente ricca di zuccheri, di polifenoli e anche di una buona acidità. Con una vinificazione mirata si riesce ad ottenere un vino che resiste egregiamente al passare degli anni
- La foglia: è grande, orbicolare, trilobata. La pagina superiore è di colore verde intenso; la pagina inferiore lanuginosa.
- Il grappolo: è di media grandezza, piramidale, molto serrato, spesso alato.
- L'acino: è solitamente di piccola dimensione, rotondo, con buccia spessa e consistente, pruinosa di colore nero.
- La polpa: è dolce, con succo rosato
- La maturazione: nelle annate normali avviene in III o IV epoca.
- Il vino: anticamente era molto ricercato per tagliarlo con vini più deboli; abbiamo notizia che nel 1800 (ancor prima della devastazione fillosserica che si manifestò a Usini nel 1883) i viticoltori usinesi assieme a quelli di Sorso e di Alghero esportavano il loro prodotto in Francia, ove veniva usato come vino da taglio. L'uva, che si ottiene con un numero limitato di gemme, dà un vino di notevole struttura ed un tenore alcolico che varia dai 13 fino a raggiungere i 15 o 16 gradi. Il colore va dal rosso rubino carico al rosso granato.

## Caratteristiche organolettiche
Il profumo è molto caratteristico e spazia nella sua franchezza dal fruttato intenso (frutta rossa) in gioventù, allo speziato (pepe nero), all'erbaceo - muschio -, alla confettura di prugne, raggiungendo una grande ampiezza nei casi di vini invecchiati.
Al gusto si rivela solitamente secco, caldo, abbastanza morbido, abbastanza fresco, abbastanza tannico, sapido, di corpo tendente al robusto, comunque armonico. Un vino quasi da mangiare.